# 前田信弘 (実業家)
前田 信弘（まえだ のぶひろ、1956年2月15日 - ）は、日本の地方公務員。東京都産業労働局長や、東京都知事本局長、東京都副知事、東京臨海ホールディングス代表取締役社長等を経て、首都高速道路代表取締役社長、東京ビッグサイト代表取締役社長。

## 人物・経歴
東京都出身。1974年麻布高等学校卒業。1978年千葉大学人文学部卒業、東京都入庁。2005年東京都総務局行政部長。2007年東京都知事本局理事。2008年東京都産業労働局次長。2009年東京都産業労働局長。2012年東京都知事本局長。2013年から東京都副知事を務め、2020年東京オリンピックの受け入れにあたった。
2014年東京オリンピック・パラリンピック競技大会組織委員会評議員。2016年に東京都副知事を退任し、東京臨海ホールディングス代表取締役社長に就任。
2019年から首都高速道路代表取締役専務執行役員を務め、2020年東京オリンピック対応統括などを担当した。2021年から同社代表取締役社長。2024年から東京ビッグサイト代表取締役社長、東京臨海ホールディングス取締役、東京臨海副都心まちづくり協議会会計監事。

## 趣味
麻布中学校在学中からの鉄道ファンで鉄道撮影などを行う。